# Villa Aldobrandini (Prato)
Villa Aldobrandini, detta anche Banchieri Rospigliosi, è un edificio storico di Prato, situata in via Firenze 83.

## Storia
Ai primi del Quattrocento esisteva qui una "casa da signore" della famiglia Banchelli. Nel corso di quel secolo la dimora passò agli Aldobrandini di Firenze, i quali la trasformarono in villa e ne mantennero a lungo la proprietà. Nell'Ottocento, a seguito delle nozze di Camilla di Salvestro Aldobrandini con Giovanni Francesco di Pietro Banchieri, passò ai Banchieri e poi, in seguito alle nozze di Olga di Cesare Banchieri con Bati Rospigliosi, ai Rospigliosi.

## Descrizione

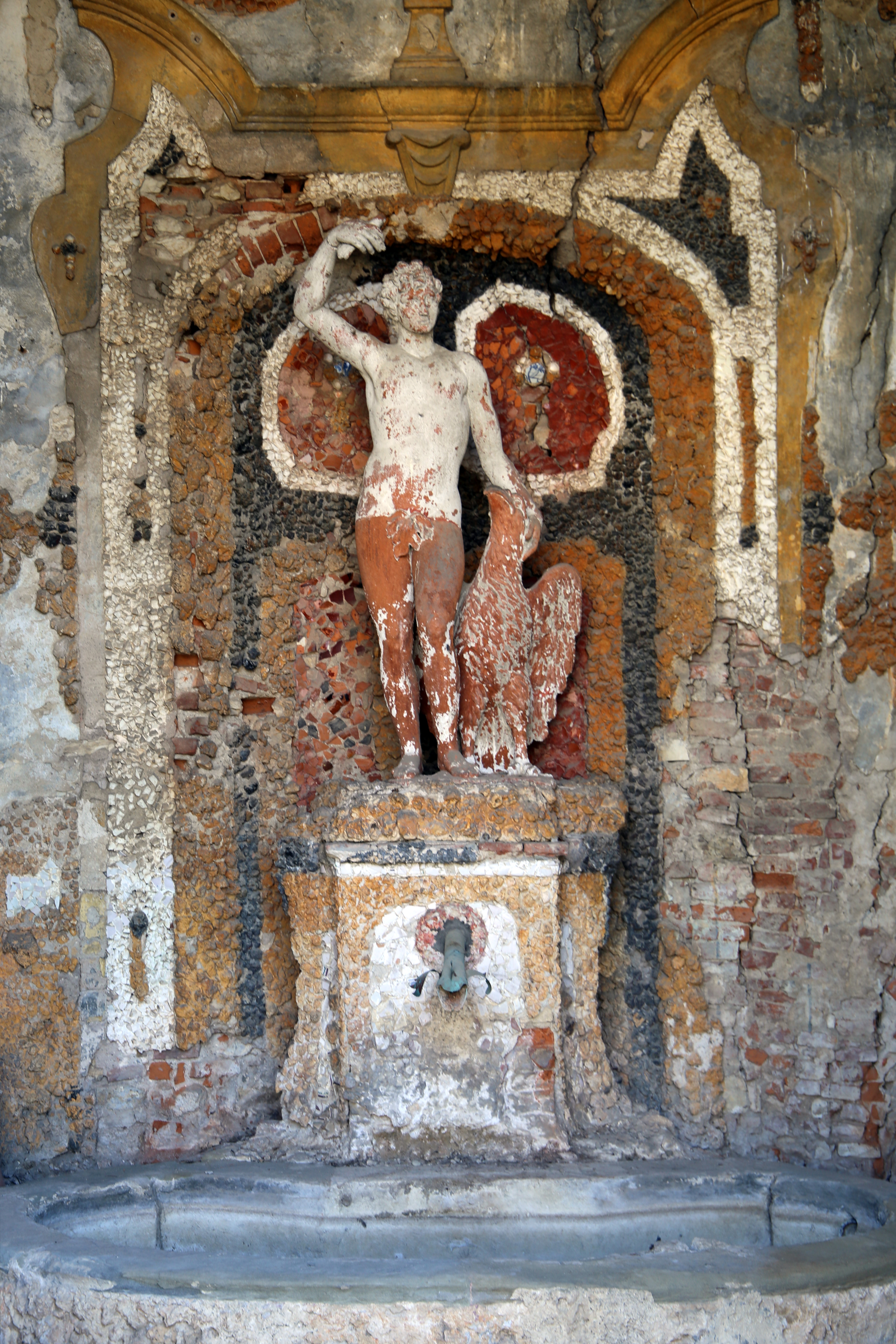
La grotta

Posta al termine di un lungo filare di cipressi, alle pendici del poggio Bartoli, ha un aspetto per lo più cinquecentesco, con aggiunte settecentesche. La facciata principale guarda a sud e si sviluppa asimmetricamente per cinque assi su tre piani (quello terreno affonda seminterrato nella collina nella parte posteriore). Per dare un maggiore ordine, nel Settecento vennero dipinti tre ulteriori assi di false finestre e una serie di riquadri, che mascherano efficacemente il disequilibrio. Spostata verso sinistra sporge un'antica torre colombaia, mentre al centro si vede uno stemma marmoreo della famiglia Aldobrandini. A sinistra si trovano alcuni edifici colonici, più bassi; a destra invece si sviluppa una piccola ma adorna facciata orientale, con portale centrale rialzato da gradinata, la cui importanza era dovuta al fatto che fosse l'accesso principale per il piano nobile. Il prospetto posteriore, che guarda alla collina, non venne interessato dai lavori settecenteschi, e presenta un impianto più semplice e irregolare. 

### Giardino
Al Settecento risale anche il giardino all'italiana, che si trova delimitato da un alto muro sul lato orientale. Diviso in quattro aiuole quadrangolari e adorno di vasi di limoni nel periodo estivo, è abbellito da due fontane con statue alle estremità dell'asse nord-sud, e da un pregevole ninfeo, nell'angolo nord-est, con decorazioni a spugna, mosaici e una statua di Ganimede.

### Oratori
Alla villa pertineva anche un oratorio pubblico, per i lavoratori dei campi, che si trova dall'altro lato della moderna strada (all'interno, sotto una volta ughiata, è ricordata una tela di Dio Padre e angeli attorno a una nicchia che conteneva un'antica statua della Madonna col Bambino). La famiglia pregava invece in una cappella privata al piano nobile della villa, situata subito a destra dell'ingresso principale.